# Ol Doinyo Lengai
L'Ol Doinyo Lengai è uno stratovulcano che si trova nei pressi della Rift Valley, nel territorio della Tanzania settentrionale. Il suo nome significa "Montagna di Dio" nella lingua della popolazione Masai che vive in quest'area.

## Descrizione
La sua particolarità risiede nel fatto che emette lava natro-carbonatica, ricca di carbonato di sodio, a bassissima viscosità e temperatura, dato che viene eruttata fra i 500 e i 590 °C. Quando viene eruttata questa appare come una specie di "fiume" molto fluido, di colore scuro, che alcuni hanno paragonato a un flusso di fango; dopo l'emissione, al contatto con l'acqua, la lava natro-carbonatica vira rapidamente verso il colore bianco, facendo sì che la sommità del vulcano sembri ammantata di neve.
Eruzioni recenti sono avvenute nel 1917, 1926, 1940, 1966-67, 2007-2008.

## Evoluzione
L'Ol Doinyo Lengai si trova lungo una delle grandi faglie che delimitano la scarpata occidentale della Rift Valley. Queste faglie, secondo Dawson (Dawson, 1992) si sono formate circa 1,2 milioni di anni fa, quando l'attività vulcanica era già presente. Tra tutti i vulcani di quest'area (tra cui c'è anche la caldera di Ngorongoro), l'Oldoinyo Lengai è il più recente, con solo 370.000 anni di storia.
In particolare, l'edificio attuale si è formato dopo una serie di eventi caratterizzati da alternanza continua di attività di tipo esplosivo e attività di tipo effusivo.
Nel 1960 Dawson (Dawson, 1962) ha così descritto la sequenza evolutiva del vulcano:
- Tufi gialli con lave:
costituiscono il corpo principale dell'edificio e sono il risultato di una serie di episodi esplosivi. In particolare, i tufi sono costituiti da cristalli di nefelina e pirosseno in matrice zeolitica, limonitica e carbonatica, mentre le lave sono nefeliniti e fonoliti. Queste rocce, correlate da Dawson con rocce esposte nella Gola di Olduvai (Dawson et al., 1995), sono datate 0,15-0,4 Ma.
- Tufi grigi:
costituiscono i coni e i crateri parassiti formati sui fianchi dell'edificio vulcanico principale. In particolare, essi contengono blocchi di tufi gialli, tufi a nefelina e tufi a mica, pirosseno e olivina.
- Tufi neri:
si trovano in una profonda incisione nei tufi gialli alle pendici del vulcano e sulle pendici occidentali e nordoccidentali. Contengono tufi a nefelina, pirosseno e mica, tufi a litici e agglomerati di blocchi lavici alcalini. Queste rocce sono state correlate con un livello di cenere datato circa 1.250 anni e contengono le prime tracce di lave natrio-carbonatiche.
- Lave e coni a melanefelinite:
si trovano in tre località lungo le pendici del vulcano.
- Tufi grigi:
sono costituiti da lapilli di nefelinite e miche cementati da carbonati. Hanno spessori di circa un metro e sono debolmente cementati. Sono probabilmente legati all'eruzione del 1917.
- Ceneri variegate:
sono depositi di cenere sodica di vari colori (verde pallido, giallo, rosa e bianco) con spessori di circa 6 metri. Si ritrovano sulle pendici meridionali e risalgono probabilmente all'attività del 1954/55.
- Lave natriocarbonatiche recenti:
si sono formate dal cratere settentrionale.

## Eruzioni storiche
Il 14 agosto 1966, il vulcano ha avuto la prima eruzione registrata storicamente. I geologi J. B. Dawson e G. C. Clark, che visitarono l'area la settimana successiva, videro una colonna di ceneri innalzarsi per oltre mille metri sopra il vulcano. Il 4 settembre 2007, e in altre occasioni sino al febbraio 2008, il vulcano è stato interessato da varie eruzioni, che sono culminate il 5 marzo 2008, con un'eruzione di grandi dimensioni. L'attività del vulcano ha inoltre causato vari terremoti che sono stati avvertiti fino a Nairobi, Kenya..